# Cristina Raines
Cristina Raines (née Cristina Herazo le 28 février 1952) est une actrice de télévision et de cinéma américaine devenue infirmière. 

## Biographie
Cristina Raines est née à Manille aux Philippines de parents américains (un père ingénieur chimiste et une mère danseuse). Son grand-père paternel était un immigré de Colombie et sa grand-mère paternelle était d'ascendance suédoise et allemande, alors que sa mère est d'origine écossaise-irlandaise. 
Son premier rôle majeur a été Lucinda, personnage central dans la mini-série de télévision de 1978, Centennial. 
Elle s'est fait remarquer dans des films de Robert Altman (Nashville) , Michael Winner (La Sentinelle des maudits), Joseph Sargent (En plein cauchemar) et Ridley Scott (Les Duellistes) .
En 1986, Raines s'est mariée avec l'écrivain et producteur Christopher Crowe et le couple a eu deux enfants. Après avoir pris sa retraite de l'industrie cinématographique en 1992, Cristina Raines est devenue une infirmière reconnue spécialisée dans les patients qui subissent une dialyse rénale. Tout en étant fière de sa carrière d'actrice passée, elle a déclaré qu'elle n'avait aucun désir d'y revenir. 

## Filmographie

### Cinéma
- 1973 : Stacey (en) d'Andy Sidaris : Pamela Chambers
- 1973 : Hex de Leo Garen :	Acacia	(sous le nom de Tina Herazo)
- 1975 : Nashville de Robert Altman	: Marie
- 1975 : La Roulette russe (Russian Roulette) de Lou Lombardo : Bogna Kirchoff
- 1977 : La Sentinelle des maudits de Michael Winner : Alison Parker
- 1977 : Les Duellistes de Ridley Scott : Adèle
- 1980 : Silver Dream Racer de David Wickes : Julie Prince
- 1980 : Touched by Love de Gus Trikonis : Amy
- 1983 : En plein cauchemar de Joseph Sargent : Lisa
- 1984 : Real Life de Francis Megahy : Laurel
- 1987 : North Shore de William Phelps : La mère de Ric